# EuroBasket de 2003
O EuroBasket 2003 foi a trigésima terceira edição da competição continental organizada pela FIBA Europa. Serviu como classificatório para os Jogos Olímpicos de 2004 em Atenas, desta forma classificou Lituânia, Espanha e Itália, que formaram o pódio em Estocolmo, que se juntaram a Grécia (Anfitriã dos Jogos Olímpicos de 2004) e Sérvia e Montenegro (Campeã do Mundial de 2002 nos Estados Unidos).
O evento teve como cidades-sedes Borås, Lula, Norrköping, Södertälje e Estocolmo.

## Sedes
| Borås Lula Norrköping Södertälje EstocolmoEuroBasket de 2003 (Suécia) |